# Colúmbia (Bom Sucesso)
O Distrito de Colúmbia é uma subdivisão administrativa do município brasileiro de Bom Sucesso, no estado do Paraná. Criado pela Lei Ordinária nº 679, de 28 de agosto de 1987, foi nomeado em homenagem a Cristóvão Colombo, a quem é atribuída a descoberta do continente americano.
Em 1992, foi inaugurado o Conjunto Habitacional Rachel Curvelo dos Santos.
Conforme o censo de 2007, o distrito possuía trinta moradias, dentro do mínimo exigido para criação distrital, previsto no art. 11 do Decreto-Lei n.º 311, de 2 de março de 1938.
Localiza-se na bacia hidrográfica do rio Ivaí e, apresenta as sub-bacias dos rios: Keller, Cambará, Cimeré, Baiacu, Pombal, Barbacena, Ijuhy e 58 córregos, como Cipó, Jabutipé, Ena, Abacá, Tercio, Diamante, Corabé, cuja nascente localiza-se no Distrito de Colúmbia, entre outros, sendo que apenas um afluente do ribeirão Pombal tem sua nascente próxima à sede do Município.
Possui uma capela curada em honra a São Sebastião, pertencente a Paróquia Divino Espírito Santo. 